# 321 Florentina
A 321 Florentina a Naprendszer kisbolygóövében található aszteroida. Johann Palisa fedezte fel 1891. október 15-én.